# Indywidualne Mistrzostwa Europy Juniorów na Żużlu 2009
Indywidualne Mistrzostwa Europy Juniorów na Żużlu 2009 – cykl zawodów żużlowych, mających wyłonić najlepszych zawodników indywidualnych mistrzostw Europy juniorów do 19 lat w sezonie 2009. W finale zwyciężył Polak Przemysław Pawlicki.

## Finał
- Tarnów, 11 lipca 2009

| Msc. | Zawodnik             | Kraj      | Pkt   |             |  |
| ---- | -------------------- | --------- | ----- | ----------- |  |
| 1    | Przemysław Pawlicki  | Polska    | 14    | (3,2,3,3,3) |  |
| 2    | Maciej Janowski      | Polska    | 13 +3 | (2,2,3,3,3) |  |
| 3    | Martin Vaculík       | Słowacja  | 13 +2 | (3,3,3,2,2) |  |
| 4    | Artiom Łaguta        | Rosja     | 13 +1 | (3,3,2,2,3) |  |
| 5    | Patryk Dudek         | Polska    | 10    | (2,1,3,3,1) |  |
| 6    | Sławomir Musielak    | Polska    | 9     | (3,3,1,0,2) |  |
| 7    | Dennis Andersson     | Szwecja   | 8     | (w,3,2,1,2) |  |
| 8    | Linus Sundström      | Szwecja   | 7     | (2,0,0,3,2) |  |
| 9    | Dawid Lampart        | Polska    | 7     | (2,2,1,2,0) |  |
| 10   | Jevgēņijs Karavackis | Łotwa     | 6     | (1,0,0,2,3) |  |
| 11   | Michael Hádek        | Czechy    | 5     | (0,2,2,0,1) |  |
| 12   | Kalle Katajisto      | Finlandia | 5     | (1,0,2,1,1) |  |
| 13   | Aleksander Conda     | Słowenia  | 5     | (1,1,1,1,1) |  |
| 14   | Kim Nilsson          | Szwecja   | 3     | (1,1,0,1,0) |  |
| 15   | René Bach            | Dania     | 2     | (0,1,1,d,–) |  |
| 16   | Michal Dudek         | Czechy    | 0     | (0,0,0,0,0) |  |
|      | rez. Rene Deddens    | Niemcy    | 0     | (0)         |  |
|      | rez. Kacper Gomólski | Polska    | ns    |             |  |

## Bieg po biegu
1. Vaculík, Sundström, Conda, Bach
2. Łaguta, Lampart, Karavackis, Andersson (w/su)
3. Pawlicki, Janowski, Nilsson, M.Dudek
4. Musielak, P.Dudek, Katajisto, Hádek
5. Łaguta, Janowski, Conda, Katajisto
6. Andersson, Hádek, Nilsson, Sundström
7. Musielak, Lampart, Bach, M.Dudek
8. Vaculík, Pawlicki, P.Dudek, Karavackis
9. P.Dudek, Andersson, Conda, M.Dudek
10. Pawlicki, Łaguta, Musielak, Sundström
11. Janowski, Hádek, Bach, Karavackis
12. Vaculík, Katajisto, Lampart, Nilsson
13. Pawlicki, Lampart, Conda, Hádek
14. Sundström, Karavackis, Katajisto, M.Dudek
15. P.Dudek, Łaguta, Nilsson, Bach (d4)
16. Janowski, Vaculík, Andersson, Musielak
17. Karavackis, Musielak, Conda, Nilsson
18. Janowski, Sundström, P.Dudek, Lampart
19. Pawlicki, Andersson, Katajisto, Deddens
20. Łaguta, Vaculík, Hádek, M.Dudek
21. Bieg o miejsca 2-4: Janowski, Vaculík, Łaguta